# Blokfløjtenist
En blokfløjtenist er en person, hvis profession er at spille blokfløjte. Inden for folkemusikken findes et større antal blokfløjtenister, idet man i denne genre har meget musik for dette instrument i forhold til den klassiske musik. Fra den danske musikscene er blokfløjtenisten Michala Petri blevet verdensberømt, mens den tyske Hans-Martin Linde også regnes blandt verdens førende blokfløjtenister.[kilde mangler]